# Розано (Ређо Емилија)
Розано је насеље у Италији у округу Ређо Емилија, региону Емилија-Ромања.
Према процени из 2011. у насељу је живело 234 становника. Насеље се налази на надморској висини од 676 м.